# Gesellschaftliche Kammer der Russischen Föderation
Die Gesellschaftliche Kammer der Russischen Föderation (russisch Общественная палата Российской Федерации Obschtschestwennaja palata Rossijskoi Federazii, kurz OP RF (ОП РФ)) wurde 2005 gegründet. Ihre Gesetzesgrundlage ist das Gesetz No. 32 „Über die Gesellschaftliche Kammer der Russischen Föderation“, welches von der Duma am 16. März angenommen wurde, und am 1. Juli 2005 in Kraft trat.
Die Anregung zur Schaffung von OPRF erfolgte durch Wladimir Putin am 13. September 2004, unmittelbar nach der Geiselnahme von Beslan, mit dem Ziel, die Überwachung der verschiedenen Föderationssubjekte durch die Zentralregierung zu verstärken und dadurch unter anderem den Krieg gegen den Terrorismus zu unterstützen. OPRF soll zur Lösung der wichtigsten wirtschaftlichen und sozialen Probleme, zur Gewährleistung der nationalen Sicherheit, zum Schutz der Bürgerrechte sowie der Verfassung der Russischen Föderation beitragen.
Die Kammer führt eine öffentliche Anhörung von sozial bedeutsamen Gesetzesprojekten, die in der Lesung der Duma sind, durch.
Die Mitglieder der Kammer werden vom Präsidenten bestimmt. Nicht für die Gesellschaftliche Kammer kandidieren können Mitglieder, die auf der Liste der von der Russischen Föderation als terroristisch eingestuften Organisationen aufgeführt sind.